# Lamazière-Haute
 Lamazière-Haute  là một xã thuộc tỉnh Corrèze trong vùng Nouvelle-Aquitaine miền trung Pháp.